# Lågkollane
Lågkollane är en kulle i Antarktis. Den ligger i Östantarktis. Norge gör anspråk på området. Toppen på Lågkollane är 1 599 meter över havet, eller 45 meter över den omgivande terrängen. Bredden vid basen är 1,3 km.
Terrängen runt Lågkollane är platt åt sydost, men åt nordväst är den kuperad. Trakten är obefolkad. Det finns inga samhällen i närheten.